# 芸能人女子フットサル選手の一覧
芸能人女子フットサル選手の一覧（げいのうじんじょしフットサルせんしゅのいちらん）は、芸能人女子フットサルチームに所属している選手の一覧である。

## メルシートゥフェスタ参加チーム

### carezza
- 背番号1　さな（キャプテン・GK）
- 背番号2　小島くるみ
- 背番号3　平間由紀
- 背番号4　名取明香
- 背番号5　大浦麻緒子
- 背番号6　長谷川桃
- 背番号7　滝沢咲良
- 背番号8　橋爪ヨウコ
- 背番号10　磯辺伯実
- 背番号12　南まりか
- 背番号16　滝ありさ
- 背番号17　湯本美咲
- 背番号18　秋山美帆
- 背番号27　結城マリエ

### XANADU loves NHC
- 背番号00　十文字ゆりか（GK）
- 背番号2　滝口ミラ
- 背番号5　西村優奈
- 背番号8　横山愛子
- 背番号9　安田美香
- 背番号10　小由里（キャプテン）
- 背番号11　板野友美（AKB48）
- 背番号22　根城清美
- 背番号23　もりちえみ
- 背番号24　桜花（トリコロール）
- 背番号27　花秋奈津
- 背番号30　宮崎美穂（AKB48）
- 背番号48　河西智美（AKB48）
- 背番号99　田代さやか（GK）

### chakuchaku J.b
- 背番号2　あじゃ（GK）
- 背番号3　姉御ぉゆりか
- 背番号4　桜井せな（キャプテン）
- 背番号5　はぎはらあき
- 背番号8　森崎愛
- 背番号10　朝倉みず希

### ミスマガジン
- 背番号00　野口綾子（GK）
- 背番号5　杉田沙緒里
- 背番号7　中島愛里
- 背番号8　勝乗恵美
- 背番号9　伊勢みはと
- 背番号15　立花彩野（キャプテン）
- 背番号16　夏目理緒
- 背番号17　西田美歩
- 背番号20　梅本静香
- 背番号39　佐藤さくら

### 南葛シューターズ
- 背番号1　野崎亜里沙（GK）
- 背番号2　吉川綾乃（キャプテン）
- 背番号3　阪本麻美
- 背番号5　松原渓
- 背番号6　渡部智絵
- 背番号7　横山可奈子
- 背番号8　松本さゆき
- 背番号9　大櫛エリカ
- 背番号10　KONAN
- 背番号12　南結衣
- 背番号13　吉川春菜
- 背番号21　藤本つかさ（GK）

### ASAI RED ROSE
- 背番号1　まぁこ（GK）
- 背番号2　畠山智妃（SDN48）
- 背番号5　マッキー（キャプテン）
- 背番号6　宮川明衣
- 背番号10　山口百恵
- 背番号11　庄子知美
- 背番号12　磯村エレナ
- 背番号13　牧野ステテコ（GK）
- 背番号14　今野美里

### YOTSUYA CLOVERS
- 背番号3　種村恵美
- 背番号4　おかもとまり
- 背番号6　菅原雪
- 背番号8　増水亜由未（キャプテン）
- 背番号9　小林まり枝
- 背番号10　信江勇
- 背番号12　高松知美（GK）

### ZENT sweeties
- 背番号1　依知川りん（GK）
- 背番号2　星河ユカリ
- 背番号3　山本里奈
- 背番号4　小野さゆり
- 背番号6　石渡奈緒美
- 背番号7　則島奈々美（キャプテン）
- 背番号8　森辺彩
- 背番号9　葵ゆりか
- 背番号11　朝倉ゆりな

### Team Blue Mountain
- 背番号2　彩乃
- 背番号8　河野未佳
- 背番号9　石井優子
- 背番号10　谷ちあき（キャプテン）
- 背番号11　大澤麻衣子

### OMIASHI
- 背番号1　綾瀬ゆかり→まかべまお
- 背番号2　中村純子（キャプテン）
- 背番号3　風戸えり
- 背番号5　小泉千秋
- 背番号6　今野樹里
- 背番号8　藍原朱哩
- 背番号9　時上りく
- 背番号10　星野愛→マッキー
- 背番号12　鈴木亜子
- 背番号13　藤崎ゆえ
- 背番号15　杉田沙緒里
- 背番号16　寺島あかり

## メルシートゥフェスタ不参加チーム

### Gatas Brilhantes H.P.
- 背番号1 辻希美（GK）
- 背番号6 藤本美貴
- 背番号7 是永美記
- 背番号9 石川梨華
- 背番号10 吉澤ひとみ（キャプテン）
- 背番号17 矢島舞美（℃-ute）
- 背番号20 古川小夏（アップアップガールズ（仮））
- 背番号21 佐藤綾乃（アップアップガールズ（仮））
- 背番号24 佐保明梨（アップアップガールズ（仮））
- 背番号26 岡井千聖（℃-ute）
- 背番号28 仙石みなみ（アップアップガールズ（仮））
- 背番号31 森咲樹（アップアップガールズ（仮））
- 背番号32 永井沙紀
- 背番号33 菅原佳奈枝
- 背番号34 矢口めぐみ（GK）

### Envy
- 背番号1　松本亜希
- 背番号2　杏那
- 背番号3　西垣梓
- 背番号4　鈴木葉月
- 背番号5　山口由香里
- 背番号6　大場美沙
- 背番号7　山名ゆうこ
- 背番号8　千里内麻唯
- 背番号9　真藤なつき
- 背番号11　とよた優佳
- 背番号不明　秋乃みずき
- 背番号不明　木村佳那子

### TEAM WESTWIND
- 背番号1　三上亜津砂（キャプテン）
- 背番号2　柴垣ひかり（GK）
- 背番号3　松井聖恵
- 背番号4　小畑香菜
- 背番号5　國本真鈴
- 背番号6　辻歩果
- 背番号7　堀田光
- 背番号8　稲富菜穂
- 背番号9　はやしさとみ
- 背番号10　後藤久美子（GK）
- 背番号11　新芽歩
- 背番号12　橋本亜美
- 背番号18　福永春菜
- 背番号21　岩淵千夏

### FC SPEED
- 背番号1 大原まい （Gk）
- 背番号3 せいら
- 背番号4 美菜
- 背番号6 石井さなえ
- 背番号8 坂崎葵
- 背番号10 梁愛美（キャプテン）
- 背番号11  Sonちゃん♪

## 備考
- よしもとマラティニーコ（吉本興業東京）
- リアリー?マドリッド（フジテレビ女子アナウンサー選抜チーム）

この2チームについては、2005年7月の「第1回すかいらーくグループCUP」に出場したのを最後に、それ以降は芸能人女子フットサル公式戦に出場していない（当然スフィアリーグ→メルシートゥフェスタにも不参加）ため、ここでの選手一覧の対象には含めない事とする。
- 表参道BEAUTY（オスカープロモーション）

このチームも2007年夏以降のお台場冒険王の大会を最後に出場していないため、ここでの選手一覧の対象には含めない事とする。
- TEAM dream

このチームは2008年4月20日を以て解散したため、ここでの選手一覧の対象には含めない事とする。
- TEAM SPAZIO

このチームは2008年4月29日を以て解散したため、ここでの選手一覧の対象には含めない事とする。
- 蹴竹G

このチームは2009年1月17日を以て解散したため、ここでの選手一覧の対象には含めない事とする。
- FANTASISTA

このチームは2009年3月31日を以て一時休部したため、活動を再開するまでここでの選手一覧の対象には含めない事とする。